# Venera 15 e 16
As naves Venera 15 e Venera 16 foram duas naves que mapearam o parte do hemisfério norte do planeta Vénus. A Venera 15 foi lançada no dia 2 de Junho de 1983 e a Venera 16 no dia 7 de Junho de 1983. As duas sondas pesavam (cada uma) 5,033 kg. A Venera 15 chegou a Vénus no dia 10 de Outubro de 1983 e a Venera 16 chegou no dia 14 de Outubro de 1983..

As Veneras 15 e 16 foram as últimas sondas do Programa Vênera.